# Opius wilhelmensis
Opius wilhelmensis är en stekelart som beskrevs av Fischer 1990. Opius wilhelmensis ingår i släktet Opius och familjen bracksteklar. Inga underarter finns listade i Catalogue of Life.